# Фомин, Василий Михеевич
Фомин, Василий Михеевич(р. 15 февраля 1928, Зенкино, Рязанской обл. РСФСР- сконч.)- партийный и государственный деятель СССР.

## Биография[1]
Кандидат экономических наук (1972). Член КПСС с 1953 г. Окончил Институт инженеров-автомехаников в Москве (1950) и Высшую Партийную школу при ЦК КПСС (1963).
- В 1951—1959 был комсомольским деятелем в Москве и Молдавской ССР В 1952—1959- II-й секретарь ЦК ЛКСМ Молдавской ССР. В 1959—1961 был начальником Главного Управления профессионально-технического образования Молдавской ССР. В 1965—1966 I-й секретарь Октябрьского райкома г. Кишинева Компартии Молдавии (1965—1966).
- 1966—1971 — 2-й секретарь Кишиневского горкома Компартии Молдавии.
- С июля 1971 по июнь 1988 — министр автомобильного транспорта Молдавской ССР.
- На VII-м, IX, XII и XIII-м съездах избран кандидатом в члены, а на XIV — членом ЦК Компартии Молдавии.
- Депутат Верховного Совета Молдавской ССР 8-го и 9-го созывов

## Личная жизнь
- Сын Игорь (род. 08.02.1964) — окончил Кишинёвский Государственный университет, факультет журналистики, журналист, ныне проживает в Республике Молдова.

## Награды
- Орден Октябрьской Революции
- Орден Трудового красного Знамени (дважды)
- Орден Знак Почета